# Gloechar
Gloechar of Gluhar (Bulgaars: Глухар, letterlijk vertaald "Auerhoen") is een dorp in het zuiden van Bulgarije. Het dorp is gelegen in de gemeente Kardzjali in de oblast Kardzjali. Het dorp ligt hemelsbreed 5 km ten zuidoosten van Kardzjali en 210 km ten zuidoosten van de hoofdstad Sofia.

## Bevolking
Het dorp Gloechar had bij een schatting van 2020 een inwoneraantal van 973 personen. Dit waren 51 mensen (5,5%) meer dan 922 inwoners bij de officiële census van februari 2011. De gemiddelde jaarlijkse groei in die periode komt daarmee uit op 0,54%, hetgeen hoger is dan het landelijk jaarlijks gemiddelde over deze periode (-0,63%). In 1985 woonden er echter nog 1.459 personen in het dorp: veel etnische Turken (en andere moslims) verlieten destijds Bulgarije als gevolg van de assimilatiecampagnes van het communistisch regime van Todor Zjivkov, waarbij alle Turken en andere moslims in Bulgarije christelijke of Bulgaarse namen moesten aannemen en afstand moesten doen van hun islamitische gewoonten.
- 1934 153
Koninkrijk Bulgarije
- 1946 181
Volksrepubliek Bulgarije
- 1956 260
Volksrepubliek Bulgarije
- 1965 480
Volksrepubliek Bulgarije
- 1975 899
Volksrepubliek Bulgarije
- 1985 1459
Volksrepubliek Bulgarije
- 1992 912
Republiek Bulgarije
- 2001 991
Republiek Bulgarije
- 2011 922
Republiek Bulgarije
- 2020 973
Republiek Bulgarije

- Koninkrijk Bulgarije
- Volksrepubliek Bulgarije
- Republiek Bulgarije

In het dorp wonen nagenoeg uitsluitend etnische Turken. In de optionele volkstelling van 2011 identificeerden 843 van de 851 ondervraagden zichzelf als etnische Turken - oftewel 99,1% van alle ondervraagden. 3 ondervraagden noemden zichzelf etnische Bulgaren (0,4%).
| Etnische samenstelling van de respondenten (2011) | Etnische samenstelling van de respondenten (2011) | Etnische samenstelling van de respondenten (2011) | Etnische samenstelling van de respondenten (2011) | Etnische samenstelling van de respondenten (2011) |
| ------------------------------------------------- | ------------------------------------------------- | ------------------------------------------------- | ------------------------------------------------- | ------------------------------------------------- |
|                                                   |                                                   |                                                   |                                                   |                                                   |
| Bulgaren                                          | Bulgaren                                          |                                                   | 0,4%                                              | 0,4%                                              |
| Turken                                            | Turken                                            |                                                   | 99,1%                                             | 99,1%                                             |
| Roma                                              | Roma                                              |                                                   | 0,0%                                              | 0,0%                                              |
| Anders/Onbekend                                   | Anders/Onbekend                                   |                                                   | 0,5%                                              | 0,5%                                              |